# Nash Put'
Nash Put (en ruso: Наш Путь, Nuestro Camino) fue un periódico diario fundado por Konstantin Rodzaevsky el 3 de octubre de 1933, y cuyas sedes se establecerían en Harbin (1933-41) y Shanghái (1941-1943). El periódico fue el medio de comunicación oficial del Partido Fascista Ruso. Nash Put' fue publicado hasta julio de 1943. El periódico promovía el Cristianismo ortodoxo, el nacionalismo y el fascismo. Su circulación estimada fue de 4.000 impresiones. Fue editado por Konstantin Rodzaevsky desde 1933 hasta 1943. Hubo también una editorial, "Izdatel'stvo gazety Nash Put'" (en ruso: «Издательство газеты „Наш Путь“», "Editores del periódico Nuestro Camino").